# 怪奇物語
《怪奇物語》（英語：Stranger Things）是一部由杜夫兄弟創作的美国科幻恐怖影集，於2016年7月15日在Netflix首播。截至2022年，本劇共播出四季。第五季兼最終季將於2025年11月至12月分為三部分上線。
故事發生在1980年代的印地安納州的霍金斯鎮，講述通往「顛倒世界」的傳送門經一次兒童實驗開啟，自此顛倒世界的事物便逐漸蔓延至整座小鎮。本劇無論在劇情、演出與配樂方面都向80年代的經典電影及影集致敬，如史蒂芬·史匹柏、約翰·卡本特、史蒂芬·金和喬治·盧卡斯等，因而本劇播出後獲得了極高的評價。
本劇在Netflix上創下高度收視紀錄，並衍生來自世界各地的粉絲群。該劇因其人物塑造、氛圍、表演、配樂、導演、劇本和對1980年代電影的敬意而廣受好評。它獲得許多獎項和提名，包括39次黃金時段艾美獎的提名（和6次獲獎）、4次金球獎提名、1次英國電視學院獎提名、2次美國導演工會獎提名、3次美國編劇工會獎提名，和3次葛萊美獎提名。並獲得1項美國演員工會獎最佳戲劇影集整體演出、2項美國電影學會獎、1項評論家選擇電視劇獎以及3項全美民選獎等。

## 劇情
故事發生在1980年代，位於美國印第安納州的一座虛構城鎮霍金斯鎮，鎮上的一座美國能源部名下的政府實驗室，涉及着跟超常現象跟超自然現象有關的機密實驗，當中還包含許多不為人知的人體實驗樣本。實驗人員在無意間開啟一條通往稱作「顛倒世界」（英語：Upside Down）的另一維度之傳送門，該維度所造成的危害隨著時間推及而波及到霍金斯鎮上的市民。
第一季始於在1983年11月，12歲男孩威爾·拜爾斯被一隻來自於顛倒世界的神秘怪物擄走，他的離奇失蹤迫使親朋好友與當地警方不斷地搜查，一步一步捲入離奇的神秘事件中。隨著威爾的三個朋友私下調查，開始接觸到駭人的超自然力量。他們還碰上一名似乎來自實驗室的詭異小女孩，其受他們照顧之下自願跟著他們尋找失蹤的威爾，而實驗室隱藏的黑幕也被一個一個揭開。
第二季始於1984年10月，位於萬聖節期間。獲救的威爾經過一年調整，只有少數人知道一年前事故的真相。但由於威爾依然被一年前的陰影所影響，之後行為舉止開始變得詭異。威爾的親朋好友們開始想盡辦法幫助他時，得知他們生活的世界跟顛倒世界的抗爭並未結束，和平的表面下仍然隱藏著更大的威脅。
第三季始於1985年7月，位於美國獨立日期間。夥伴中剛萌芽的戀情、全新的星城購物中心導致當地小生意式微。哈普警長對於麥克與11號的戀情有所不滿，而喬絲正考慮搬往其他城鎮，以及無數隻“發狂”的老鼠朝不明險境奔去。
第四季始於1986年3月，學生放春假期間。喬絲、威爾、化名「珍·哈普」的11號、與強納森一家搬至加州萊諾拉山展開新生活。但11號在學校中無法融入集體，甚至受到霸凌。同時在霍金斯鎮，一隻來自顛倒世界且具備智慧的神秘怪物，不斷殺害多名高中生，使天各一方的眾人同時面臨前所未有的全新危機。

## 角色

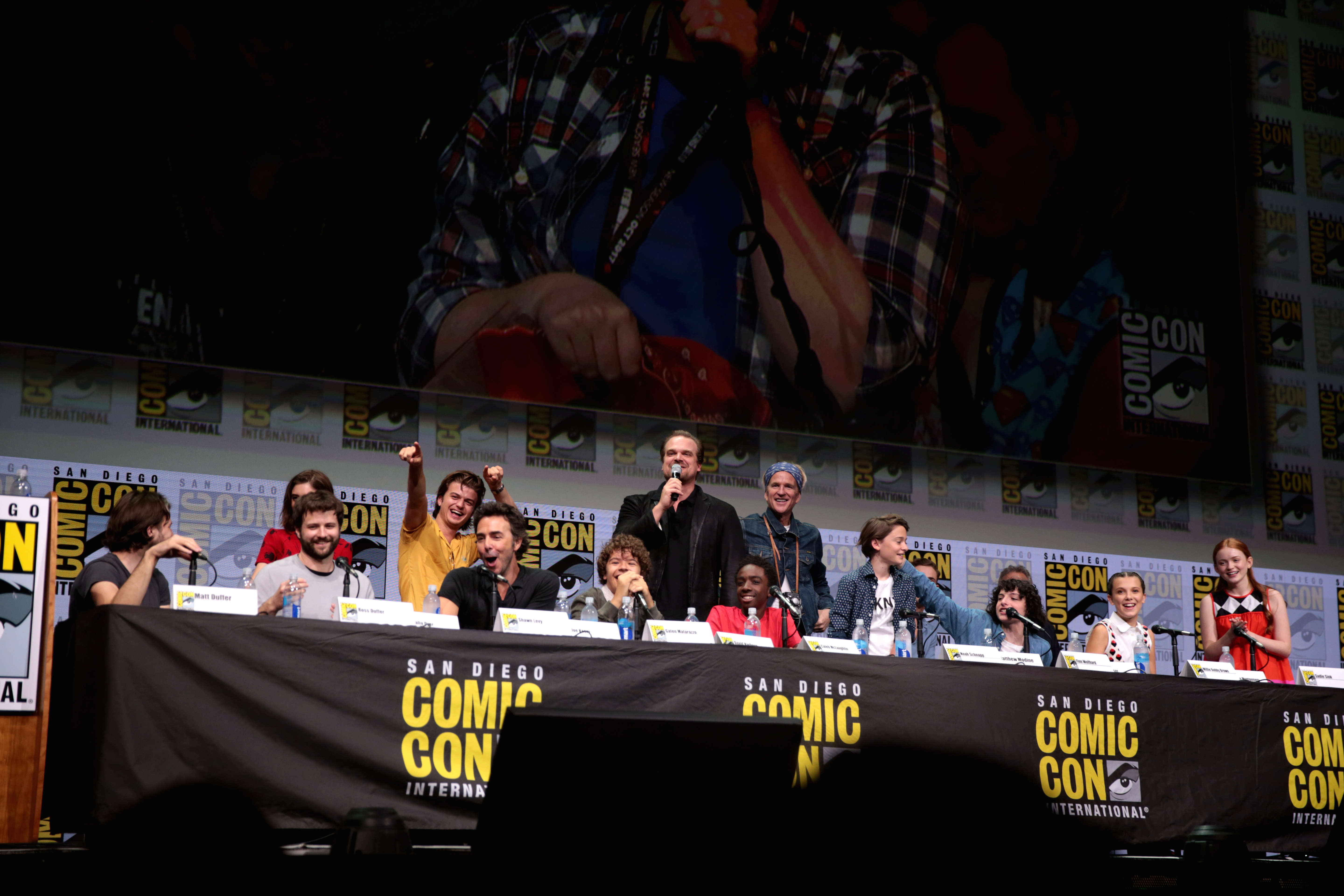
《怪奇物語》開發者杜夫兄弟與第二季主要演員出席2017年聖地亞哥國際漫畫展。

- 薇諾娜·瑞德飾演喬絲·拜爾斯（英语：Joyce Byers）：一位忙碌又焦慮的單親媽媽，離婚後開始仰賴大兒子強納森。在小兒子威爾失蹤後想盡辦法尋找他，即使沒人相信她，她仍堅信威爾還活著。 [10]

- 大衛·哈伯飾演吉姆·哈普（英语：Jim Hopper (Stranger Things)）：霍金斯警署的警長，喬絲的老同學，年幼女兒莎拉多年前死於癌症後變得失魂落魄，跟妻子離婚，還開始沉迷藥物和酒精。[10]

- 芬恩·伍法德飾演麥克·威勒（英语：Mike Wheeler (Stranger Things)）：一位聰明認真、重情重義的男孩，與威爾、達斯汀和路卡斯從小就是形影不離的鐵四角，一群人總在他家地下室遊玩，尋找失蹤的威爾時偶然邂逅11號。[11]

- 米莉·芭比·布朗飾演11號（英语：Eleven (Stranger Things)）：一位擁有念力的神祕女孩，身為霍金斯實驗室的人體實驗樣本之一，從實驗室中逃出後被麥克等人收留，幫助他們找尋失蹤的威爾。[11]

- 伽塔·马塔拉佐飾演達斯汀·亨德森（Dustin Henderson）：麥克的好友，鐵四角之一，一個十足的動漫迷，待人心地善良、幽默自在，由於罹患顱骨鎖骨發育不良症而沒有門牙，導致他總是口齒不清。[11]

- 迦勒·麥羅林飾演路卡斯·辛克萊（Lucas Sinclair）：麥克的好友，鐵四角之一，是一位有膽識、獨立又有號召力的男孩，善用一把彈弓，起初非常警惕11號，直到一次被她救過後才改變對她的看法。[11]

- 娜塔莉亞·戴爾飾演南西·威勒（英语：Nancy Wheeler）：麥克的姐姐，為人非常有愛心，正試著平衡感情與責任感間的價值觀，起初和史蒂夫交往，使她一度失去對待他人的責任感。[11]

- 查理·希頓飾演強納森·拜爾斯（Jonathan Byers）：喬絲的長子，父母離婚後幫助母親養家，與母親和弟弟威爾相當親近，本地高中的邊緣人，是個文靜且懷有抱負的攝影師。[11]

- 卡拉·布歐諾（英语：Cara Buono）飾演凱倫·威勒（Karen Wheeler）：麥克與南西的母親，喬絲的朋友，對自己的孩子們比較過度保護。[12]

- 馬修·莫汀飾演馬丁·布倫納（Dr. Martin Brenner）：掌管霍金斯實驗室的科學家，陰險且無情，專攻頭腦控制等不法領域，負責實驗室的所有研究。[13]

- 諾亞·施納普飾演威爾·拜爾斯（英语：Will Byers）：喬絲的小兒子，善於繪畫，鐵四角之一，不慎困入顛倒世界中，從而引發接下來的種種怪事。施納普在第一季為常設演員，第二季則被提升為主演。[11][14]

- 喬·奇瑞飾演史帝夫·哈靈頓（英语：Steve Harrington）：南西的男友，本地高校的風雲人物，表面看似輕浮，實際上只對自己在乎的事物有著忠誠心與責任感。奇瑞在第一季為常設演員，第二季則被提升為主演。[15]

- 莎蒂·辛克飾演麥克絲·梅費德（Max Mayfield）：新搬來小鎮的女孩，外號「瘋狂麥克絲」（Madmax），家庭背景複雜，對周遭人事物抱持著戒心。辛克所飾演的角色於第二季登場。[14]

- 戴克·蒙哥馬利飾演比利·哈格夫（Billy Hargrove）：麥克絲的繼哥，酷愛飆車帶點痞子的運動猛男，很受女性歡迎，剛進高校就變成新的風雲人物，有嚴重反社會人格以及不可預測的暴力傾向。蒙哥馬利所飾演的角色於第二季登場。[14]

- 辛·艾斯丁飾演巴布·紐比（Bob Newby）：喬絲和哈普的老同學，從緬因州搬回霍金斯鎮，在小鎮上經營一家睿俠品牌店（英语：RadioShack），還成為喬絲的新男友。艾斯汀所飾演的角色於第二季登場。[16][17]

- 保羅·萊瑟飾演山姆·歐文斯（Dr. Sam Owens）：霍金斯實驗室新上任的主管、科學家、醫生兼行政人員，被指派接替布倫納的位置。萊瑟所飾演的角色於第二季登場。[16]

- 玛雅·霍克飾演蘿蘋·巴克利（Robin Buckley）：一位“另類少女”，感覺自己跟小鎮格格不入，史帝夫的打工同事，打工過程中無意間牽扯進小鎮背後的秘密。霍克所飾演的角色於第三季登場。[18]

- 普莉亞·弗格森（英语：Priah Ferguson）飾演埃莉卡·辛克萊（Erica Sinclair）：路卡斯的妹妹，待人都有著一副強悍、刻薄、卻略帶幽默的態度，尤其是對她哥哥。弗格森所飾演的角色在第二季登場並為常設演員，在第三季則提升為主演。[19]

## 集數
| 季數 | 集数 | 集数 | 上線日期       | 上線日期       |
| ---- | ---- | ---- | -------------- | -------------- |
| 1    | 8    | 8    | 2016年7月15日  | 2016年7月15日  |
| 2    | 9    | 9    | 2017年10月27日 | 2017年10月27日 |
| 3    | 8    | 8    | 2019年7月4日   | 2019年7月4日   |
| 4    | 9    | 7    | 2022年5月27日  | 2022年5月27日  |
| 4    | 9    | 2    | 2022年7月1日   | 2022年7月1日   |
| 5    | 8    | 4    | 2025年11月26日 | 2025年11月26日 |
| 5    | 8    | 3    | 2025年12月25日 | 2025年12月25日 |
| 5    | 8    | 1    | 2025年12月31日 | 2025年12月31日 |

## 製作

### 开发
《怪奇物语》由马特·杜夫和罗斯·杜夫两兄弟（即杜夫兄弟）出品。两人曾一起创作并制作了2015年电影《躲藏》（Hidden）。他们在此片中模仿了奈特·沙马兰的风格，但是因为其发行商华纳兄弟遭遇变故，这部影片没能得以广泛传播。杜夫兄弟因而也无从知晓他们未来的命运。令他们惊喜的是，电视制作人唐纳德·德莱恩（Donald De Line）主动找到他们，说自己对《躲藏》的剧本印象深刻，因此为他们提供一个机会与沙马兰一同创作《阴松林》。兄弟俩在参与制作的过程中得到了沙马兰的指点；到制作最后完成时，经验在手的他们已经做好充分准备要制作自己的电视剧了。
杜夫兄弟准备了一个与试播集内容大体相同的剧本，附带20页项目建议书（Pitch book），去各个电视网推销，寻找合作单位。他们带着故事去有线电视台问了一圈，但都遭到谢绝，给出的理由是以少儿为中心人物的剧不会受欢迎。电视台要求他们要么完全改成少儿剧，要么把小孩子的戏份精简，只侧重讲述霍普警官对超常现象的调查。2015年初，“21圈娛樂”公司的副总丹·科恩（Dan Cohen）把杜夫兄弟的剧本拿给了同事肖恩·利维看。他们继而邀请杜夫兄弟来公司洽谈，并买下了剧集的版权，还让两兄弟全权负责剧集的制作。读过试播集的内容后，隨選串流影片OTT服務公司網飛以一笔数量未公开的价格买下了一整季的播放权。同年4月初，網飛宣布将此剧列入将于2016年播出的新剧行列。杜夫兄弟也宣布已将剧集投给網飛。而当时的網飛已经靠《纸牌屋》、《女子监狱》等原创剧集获得了不小的知名度，并也开始积极营造机会提拔有潜力的新制作人。兄弟俩在创作剧本时，也以利维和科恩作为执行制作人，开始选角和摄制。
该剧原本被叫做“蒙淘克”（Montauk），因为原剧本将故事的发生地设定在纽约长岛附近的蒙淘克。兄弟俩选择蒙淘克一方面也是向曾在此地取景的惊悚电影《大白鲨》致敬。后来他们又决定将故事发生地点改为虚构的霍金斯（Hawkins）镇，因为在虚构小镇上可以加入更多自由的设定，例如可以将其划入一个无实景图片可参考的神秘管制区域。故事地点变化后，網飛公司的泰德·萨然多斯（Ted Sarandos）让他们起一个合适的新剧名，因为早日确认剧名可以方便尽快对市场展开宣传。兄弟俩开始参照斯蒂芬·金小说《引火者》的一幅封面制作标题字体和外观，又想出了一大串的可选剧名。“怪奇事物”一名的由来是因为听起来很像金的另一部小说《必需事物》。不过马特表示他们仍对最终用名有“许多激烈争论”。
因2016年7月发布的第一季大获成功，人们开始关注续作的动态。杜夫兄弟在2016年7月末就已经准备好了第二季的剧情大纲，就等计划获批。8月初，網飛的CEO瑞德·哈斯丁（Reed Hastings）发言称公司“不会蠢到不去”续签续作。2016年8月31日，網飛正式宣布续签《怪奇物语》第二季，共9集，计划于次年播出。杜夫兄弟曾在第一季首播前透露过第二季已有续订计划，但从第一季发布到第二季正式确认续签间隔了1个月，马特对此表示「它（续签事项）确实最终起效发力了，因为这话题已被炒到如此火爆。我猜（網飛）一直就是想要这种吊胃口的效果。」
杜夫兄弟把第二季的剧情和第一季的剧情紧密衔接，使它们看上去像一个完整的故事，并為后续的故事留下伏筆。虽然第二季大部分的劇情在第一季正式播出前就已確定，杜夫兄弟还是根据第一季播出后的观众反馈对第二季的故事进行了小幅调整。他们深知自己不可能制作出能再次惊艳一片观众的续作，也知道剧迷们喜欢看到什么内容，但是罗斯称“...重点不在于（积极）取悦每个观众。因为我觉得他们并不真的知道自己想要的是什么。”杜夫兄弟觉得第二季应该做成一部相对独立的续作，而不是作为前作故事的延续品。因此，他们决定命名为“怪奇物语2”，但此举被網飛叫停。網飛公司担心这个新名字听起来像是一部电影续作，而电影续集的口碑往往都大不如前作，所以这不是好兆头。杜夫兄弟则指出也有电影续作口碑超越前作的例子，并对新名字充满信心。第二季的预告片里透露了一些分集的集名，目的是“为了给观众一点第二季的剧情走向暗示，同时也避免泄露更多细节”。提前留有一手的马特也表示其中的一些集名还会变动，因为有些东西「我们不想全部放上来，因为我们感觉其携带的信息量可能过大了」，还说「人们很善于利用该死的网络」去找一些剧迷制作的「集名剖析影片以深挖」字里行间中的剧情暗示信息。到2017年10月初，杜夫兄弟才放出第二季前6集的最终集名。
2016年11月，利维表示他和杜夫兄弟已经开始为第三季作打算，说「我不希望到时候毫无准备，不想等到正式制作的前一天才开始构思，故而我们（对第三季的获批）无比乐观，已开始未雨绸缪」。杜夫兄弟期待可以制作到四季或五季，但期待“有一个确定的结尾”，即使故事能在热播中结尾也要如此。马特说自己不希望让此剧一直拖下去并逐渐烂尾。2017年8月，杜夫兄弟确认会有第三季，并至少还有一季的后续内容；罗斯也说「我们想这剧将会推出四季然后终结。」然而，执行制作人肖恩·利维暗示说四季或者五季都是有可能的，还称「事实就是我们肯定要拍四季，也极可能会有第五季。但除此之外，我觉得不会再有更多后续作品了。」马特·杜夫随后评论说总季数一事暂无官方决议，并指「做这决定很艰难，比如四季看上去会短了点，五季又会觉得长了点。所以嘛，我也拿不定主意。」2017年12月，網飛正式确认批准第三季的制作。同月末，在剧中饰演小镇警长的大卫·哈伯称兄弟俩还在忙着写该季剧本，而且不指望此季能在2019年前发布。

### 剧本创作
《怪奇物语》的构想来源于杜夫兄弟对2013年电影《囚徒》的兴趣。《囚徒》讲述了一位父亲在女儿被人绑架后所经历的道德斗争。杜夫兄弟打算把这个故事扩写为一部总时长为8个小时左右的电视剧。当他们把注意力集中在故事中丢失的孩子身上时，又想在剧中引入一些“孩童的敏感元素”，进而把绑架孩子的家伙设定为吃人的怪物。两兄弟认为这样的情节设定组合“是史上最佳设定”。为了阐明故事中怪物的由来，他们想到了诸如MKUltra计划一类的“我们读到过的一些发生在冷战时期的古怪实验（传闻）”。这样能给怪物的出现一个比较有科学色彩的解释，而非将其作为怪力乱神一类的事物。

### 选角
2015年6月，薇诺娜·瑞德和大卫·哈伯确认加盟本剧阵容，分别饰演乔伊斯和一名未透露名字的警长。最初是选角导演卡门·库巴（Carmen Cuba）建议让瑞德饰演乔伊斯。因为瑞德在80年代的电影中表现不俗，两兄弟二话不说赞同此提议。利维相信瑞德能够“宣泄出情绪的激动，又能发觉（乔伊斯应有的）人物层次感、细节表情与不同侧面”。瑞德赞扬本剧情节的多线叙述方式，尤其是这样使得由她饰演的乔伊斯要“失去理性，但又确实直觉准确”；制作人们也都对瑞德可以诠释好这一困难角色深信不疑。杜夫兄弟此前就留意过哈伯，到拍摄《怪奇物语》时本想给他一个反面小角色。两兄弟后来又觉得哈伯等待一个主要角色“已经等了好久”，哈伯则对于剧本和自己即将要饰演的“心碎、有缺点、反英雄式的人物”角色惊喜不已。
2020年11月28日，怪奇物語官方宣佈羅伯特·英格蘭、艾德華度·法蘭科、傑米·坎貝爾·鮑爾、薛曼·奧古斯圖、梅森·戴、湯姆·拉斯齊哈、尼可拉·德芮柯維、約瑟夫·奎因加入第四季劇組。2021年6月9日，官方又宣布艾米貝絲·麥克納蒂、邁爾斯·楚特、蕾吉娜·丁·陳（Regina Ting Chen）、格芮絲·凡迪恩（Grace Van Dien）加入劇組。

### 拍摄
杜夫兄弟本想在长岛附近拍摄本剧，以符合本剧的早期构想。然而，随着摄制计划被定于2015年11月，在如此寒冷的时节跑去长岛拍摄便成为一个难题。摄制组转而考虑在乔治亚州亚特兰大选景。在北卡罗来纳州长大的两兄弟在这里找到了不少可使他们回忆起童年时光的地点，并认定这里非常适合表现改定在印第安纳州霍金斯小镇发生的故事。

### 视觉特效
为烘托出本剧的年代感，剧组特意从80年代影片画面中取样出了影片微粒，并将其作为特效加入本剧的画面。杜夫兄弟想要吓一吓观众，但是并不打算使用暴力或血腥的元素达到这一目的，而是遵循80年代安布林娱乐在引导建立家长指导级（PG-13）制度时采用的影片拍摄手法。那种方式“更多侧重心境、环境、悬疑和恐惧，而非血腥”，但他们也不惧怕加入更多吓人的元素，第一季大结局就是一个例证。兄弟俩本想避免借助一切电脑特效，即使是塑造怪物也打算只靠片场实际效果来表现。但是，6个月的拍摄期使他们挤不出足够时间用于测试表现实景效果的装置。他们只得折中地在一部分场景中采用道具拍摄，而在怪物破墙而入等另一些特殊场景中借助电脑特效。后期制作一直到交付網飛公司一週前才完工。

### 音樂
本剧音乐由来自电音组合生存乐队的麦克·斯坦（Michael Stein）和凯尔·迪克森（Kyle Dixon）创作，大量使用了音乐合成器，并对让-米歇尔·雅尔、橘梦乐团、范吉利斯、哥布林乐队、约翰·卡本特、乔吉奥·莫罗德尔及法比欧·弗利兹（Fabio Frizzi）等诸多20世纪80年代的流行代表致敬。
斯坦和迪克森把自己的歌曲《哀歌》（"Dirge"）加入了要呈给網飛预审的本剧预告样片中，还提到说本片主创搭档杜夫兄弟就是生存乐队的乐迷。当本剧的正式拍摄计划于2015年7月左右获得公司批准后，杜夫兄弟马上联系了生存乐队，询问他们是否还在继续从事音乐创作；这2个音乐人给剧组送去了几十首以前的作品，希望能使他们感兴趣，并为烘托剧中人物角色起到作用。这2人与剧组谈妥后，一方面开始与制作人员们一起筛选他们的旧作品，看看有哪些适合用作新剧的配乐；另一方面，他们也结合故事中的人物特点，创作新的音乐。斯坦和迪克森在正式选角开始之前已受雇加入剧组，而他们的乐曲样品就在导演进行试音选角时作为背景音乐播放，帮助烘托了整个环节的气氛。全剧的主题曲就以一首斯坦早先创作的未发布作品为基调。剧组从送来的尝鲜曲目集中选出了这首歌作为开场曲，并认为对其适当地再加工效果会更好。
除原创音乐外，《怪奇物语》也使用了众多经典乐曲，其中包括冲撞乐队、快乐小分队、妥妥乐队、新秩序乐队、手镯乐队、异乡人乐队、回音与兔人乐队、彼得·盖布瑞尔和柯雷·哈特的作品，还有来自橘梦乐团、约翰·卡本特和范吉利斯的作品采样片段。冲撞乐队的《我该何去何从》还特别入选本剧关键情节的背景音乐，如威尔在颠倒世界中试图与母亲乔伊斯等取得联络的一幕戏。

#### 原聲碟
《怪奇物语》第1季原声碟包含75首由斯坦和迪克森参与创作的歌曲，共分2卷，由湖岸唱片发行。这2卷音乐先后在2016年9月10日和19日发布，各含数码下载版和串流媒體版。黑胶材质散装限量典藏版和盒装限量典藏版则于2017年7月发售。2017年7月14日，都市外套公司独家发售了一种磁带版本。磁带包装物以硬卡纸（cardboard）为特色，这是为了刻意模仿旧式的VHS磁带外形及其包装。
第1季的2卷音乐都分别获得格莱美奖最佳影视原声帶奖提名，但都未获奖。
2017年10月20日，《怪奇物语》第2季原声碟数字版发售。第2季原声碟仍由斯坦和迪克森创作，包含34首歌曲，在美国由湖岸唱片公司发行，在海外由因瓦达唱片（Invada Records）公司发行。原声碟还计划以CD、黑胶唱片和磁带等实体形式发行。斯坦和迪克森称第2季的创作引入了“一种新风格，并适当保留了旧基调… 我们为支撑故事而创造了新的音乐元素，但也仍想要忠实于第1季原声之格调。”专辑的第1首歌曲《漫步霍金斯》（"Walkin' in Hawkins"）于2017年10月12日发售。

## 發行
第一季共8集，於2016年7月15日在Netflix上線，每集片长约1小时，以超高清4K呈現。第二季共9集，於2017年10月27日上線，採用HDR技術呈現。第三季共8集，於2019年7月4日上線。第四季共9集，並拆分為兩個部分，分別於2022年5月27日及7月1日發行。2022年2月，Netflix宣佈續訂第五季兼最終季。

### 影碟發行
《怪奇物語》第一季的蓝光與DVD套装於2017年10月27日由独家发行，4K解析度的藍光套裝也於2017年11月15日發行，兩者均有者復古的CBS/Fox VideoVHS的外型。第二季的影碟套裝也於2018年11月6日採用相同的形式發行。

## 迴響

### 專業評價
| 季數 | 季數 | 爛番茄           | Metacritic                        |
| ---- | ---- | ---------------- | --------------------------------- |
|      | 1    | 97%（90篇評論）  | 76（34篇評論）                    |
|      | 2    | 94%（148篇評論） | 78（33篇評論）                    |
|      | 3    | 89%（140篇評論） | 72（28篇評論）                    |
|      | 4    | 88%（185篇評論） | 第1輯：69（29篇評論） 第2輯：74（18篇評論） |

《怪奇物語》全劇在评论聚合网站爛番茄上獲得92%的總新鮮度，在Metacritic上獲得的總分數為74分。
第一季在爛番茄上根據92條評論獲得97%的新鮮度，加權平均為8.2/10。網站一致的共識為：「令人興奮、心碎，有時還令人懼怕，《怪奇物語》向史蒂芬·史匹柏的電影和1980年代經典影集致敬，是相當迷人的作品。」《纽约时报》將本劇與羅伯·雷納執導的《伴我同行》比較，藉由「⋯發現那段一切都顯得誘人、帶有恐怖的新鮮感的永恆時光」聯想他們的懷舊感。在Metacritic上，共142位評論家為第一季的加權平均分數給出74分（滿分為100），表示「正面評論為主」。
第二季在爛番茄上根據146條評論獲得94%的新鮮度，平均分數為7.86/10。網站一致的共識為：「《怪奇物語》第二季緩慢的劇情鋪成在幽默和懷舊的甜蜜時刻與日益增長的驚悚間取得了平衡，這得歸功於本劇角色帶出的影響和耐人尋味的感覺，這真的很有效。」在Metacritic上，共33位評論家為第二季的加權平均分數給出78分（滿分為100），分數指標為「正面評論為主」
第三季在爛番茄根據132篇評論獲得了89%的新鮮度，平均分數為7.80/10。網站一致的共識為：「充滿活力和迷人的《怪奇物語》變得更引人入勝。如果那些相似的⋯⋯在夏天中騎車，沉浸在霓虹燈般的懷舊中，同時也不忘讓本劇如此可愛的豐富關係。」在Metacritic上，25位評論家為第三季的加權平均分數給出72分（滿分為100），分數指標為「正面評論為主」。
第四季在爛番茄根據184篇評論獲得了88%的新鮮度，平均評比為7.90/10。此網站評價的共識為：「《怪奇物語》第四章比其前作更黑暗、更密集，用典型的追劇方式為本劇奠定最終季的基礎」。在Metacritic上，28位評論家為第四季第一輯的加權平均分數給出69分，此外亦有17位評論家為第二輯的加權平均分數給出72分（滿分為100），兩輯的分數指征皆為「正面評論為主」。
《衛報》和《帝國雜誌》將《怪奇物語》評為2016年度最佳電視節目的第三名。《大西洋》也將其列入2017年度最佳電視節目的列表。

### 獲獎與提名
| 年度 | 大獎                   | 獎項                                               | 入圍者 | 結果 |
| ---- | ---------------------- | -------------------------------------------------- | --- | ---- |
| 2016 | 美國電影學會獎         | 年度電視節目獎                                     | 年度電視節目獎 | 獲獎 |
| 2016 | 評論家選擇電視獎       | 最佳劇情類影集獎                                   | 最佳劇情類影集獎 | 提名 |
| 2016 | 衛星獎                 | 最佳體裁影集獎                                     | 最佳體裁影集獎 | 提名 |
| 2016 | 衛星獎                 | 最佳劇情類／體裁影集女演員獎                       | 薇諾娜·瑞德 | 提名 |
| 2017 | 金球獎                 | 最佳電視影集獎－劇情類                             | 最佳電視影集獎－劇情類 | 提名 |
| 2017 | 金球獎                 | 最佳電視女演員獎－劇情類                           | 薇諾娜·瑞德 | 提名 |
| 2017 | IGN獎                  | 最佳電視影集獎                                     | 最佳電視影集獎 | 提名 |
| 2017 | IGN獎                  | 最佳新影集獎                                       | 最佳新影集獎 | 提名 |
| 2017 | IGN獎                  | 最佳串流媒體獨家獎                                 | 最佳串流媒體獨家獎 | 獲獎 |
| 2017 | IGN人民選擇獎          | 最佳電視影集獎                                     | 最佳電視影集獎 | 提名 |
| 2017 | IGN人民選擇獎          | 最佳新影集獎                                       | 最佳新影集獎 | 獲獎 |
| 2017 | IGN人民選擇獎          | 最佳串流媒體獨家獎                                 | 最佳串流媒體獨家獎 | 獲獎 |
| 2017 | 人民選擇獎             | 最喜愛電視節目獎                                   | 最喜愛電視節目獎 | 提名 |
| 2017 | 人民選擇獎             | 最喜愛收費電視網科幻類影集獎                       | 最喜愛收費電視網科幻類影集獎 | 提名 |
| 2017 | 人民選擇獎             | 最喜愛科幻類影集女演員獎                           | 米莉·芭比·布朗 | 提名 |
| 2017 | 國家電視獎             | 時代劇獎                                           | 時代劇獎 | 提名 |
| 2017 | 道林獎                 | 年度電視戲劇獎                                     | 年度電視戲劇獎 | 提名 |
| 2017 | 道林獎                 | 年度電視演出獎－女演員                             | 薇諾娜·瑞德 | 提名 |
| 2017 | 美國電影剪輯艾迪獎     | 最佳非商業電視一小時影集剪輯獎                     | 迪恩·齊默爾曼（〈〉） | 提名 |
| 2017 | 美國電影剪輯艾迪獎     | 最佳非商業電視一小時影集剪輯獎                     | 凱文·D·羅斯（〈第7章：浴缸〉） | 提名 |
| 2017 | 美國製片人協會獎       | 劇情類電視集數最佳製作人諾曼·費爾頓獎              | 麥特·杜夫、羅斯·杜夫、薛恩·李維、丹·科恩、伊恩·帕特森 | 獲獎 |
| 2017 | 美國演員工會獎         | 最佳劇情類影集女演員獎                             | 薇諾娜·瑞德 | 提名 |
| 2017 | 美國演員工會獎         | 最佳劇情類影集女演員獎                             | 米莉·芭比·布朗 | 提名 |
| 2017 | 美國演員工會獎         | 最佳劇情類影集整體演出獎                           | 米莉·芭比·布朗、卡拉·布歐諾、喬·克里斯特、娜塔麗雅·戴爾、大衛·哈伯、查理·希頓、喬·奇瑞、伽塔·马塔拉佐、迦勒·麥羅林、馬修·莫汀、羅伯·摩根、約翰·保羅·雷諾斯、薇諾娜·瑞德、諾亞·施納普、馬克·史塔格、芬恩·伍法德           | 獲獎 |
| 2017 | 美國導演工會獎         | 劇情類影集最佳導演成就獎                           | 杜夫兄弟（〈〉） | 提名 |
| 2017 | 金捲軸獎               | 最佳電視音效剪輯獎：短片－聲效／擬音               | 〈第8章：〉 | 提名 |
| 2017 | 金捲軸獎               | 最佳電視音效剪輯獎：短片－音調                     | 〈第3章：聖誕燈光〉 | 獲獎 |
| 2017 | 服裝設計師工會獎       | 時代電視劇卓越獎                                   | 金柏莉·亞當斯、梅兒歌夏·卓詹斯卡 | 提名 |
| 2017 | 視覺效果協會獎         | 最佳真人集數視覺效果獎                             | 馬爾克·科爾貝、亞倫·西姆斯、奧坎·陳 | 提名 |
| 2017 | 藝術指導工會獎         | 最佳製作設計獎－一小時時代或奇幻單鏡影集           | 克里斯·特魯希略 | 提名 |
| 2017 | 美國編劇工會獎         | 最佳劇情類影集獎－電視類                           | 全體編劇群 | 提名 |
| 2017 | 美國編劇工會獎         | 最佳新影集獎－電視類                               | 全體編劇群 | 提名 |
| 2017 | 葛萊美獎               | 最佳影視原聲帶獎                                   | 《怪奇物語》第一卷 | 提名 |
| 2017 | 葛萊美獎               | 最佳影視原聲帶獎                                   | 《怪奇物語》第二卷 | 提名 |
| 2017 | 影音協會獎             | 最佳電視影集音效混合成就獎－一小時                 | 克里斯·杜菲、喬·巴內特、亞當·詹金斯、猶大·蓋茨、約翰·岡特納（〈第7章：浴缸〉） | 提名 |
| 2017 | 帝國雜誌獎             | 最佳影集獎                                         | 最佳影集獎 | 提名 |
| 2017 | Cine Awards            | 最佳新影集獎                                       | 最佳新影集獎 | 提名 |
| 2017 | Cine Awards            | 最佳表現突出男演員獎                               | 蓋登·馬塔拉佐 | 獲獎 |
| 2017 | Cine Awards            | 最佳表現突出女演員獎                               | 米莉·芭比·布朗 | 提名 |
| 2017 | 青年藝術家獎           | 數位電視影集及電影類最佳演出獎－兒童男演員         | 諾亞·施納普 | 提名 |
| 2017 | 青年藝術家獎           | 數位電視影集及電影類最佳演出獎－兒童女演員         | 米莉·芭比·布朗 | 提名 |
| 2017 | 青年藝術家獎           | 數位電視影集及電影類最佳演出獎－青年男演員         | 蓋登·馬塔拉佐 | 提名 |
| 2017 | 青年藝術家獎           | 數位電視影集及電影類最佳演出獎－青年男演員         | 迦勒·麥羅林 | 提名 |
| 2017 | 青年藝術家獎           | 數位電視影集及電影類最佳演出獎－青年男演員         | 芬恩·伍法德 | 提名 |
| 2017 | 青年藝術家獎           | 數位電視影集及電影類最佳演出獎－青年女演員         | 娜塔麗雅·戴爾 | 提名 |
| 2017 | 青年演藝人獎           | 最佳青年整體演出獎－電視影集                       | 米莉·芭比·布朗、迦勒·麥羅林、蓋登·馬塔拉佐、諾亞·施納普、芬恩·伍法德、娜塔麗雅·戴爾 | 獲獎 |
| 2017 | Fangoria電鋸獎         | 最佳電視影集獎                                     | 最佳電視影集獎 | 獲獎 |
| 2017 | Fangoria電鋸獎         | 最佳電視女演員獎                                   | 米莉·芭比·布朗 | 獲獎 |
| 2017 | Fangoria電鋸獎         | 最佳電視男配角獎                                   | 大衛·哈伯 | 提名 |
| 2017 | Fangoria電鋸獎         | 最佳電視女配角獎                                   | 薇諾娜·瑞德 | 獲獎 |
| 2017 | iHorror Awards         | 最佳恐怖影集獎                                     | 最佳恐怖影集獎 | 提名 |
| 2017 | iHorror Awards         | 最佳男演員獎－恐怖影集類                           | 大衛·哈伯 | 提名 |
| 2017 | iHorror Awards         | 最佳女演員獎－恐怖影集類                           | 薇諾娜·瑞德 | 獲獎 |
| 2017 | MTV影視大獎            | 年度電視節目獎                                     | 年度電視節目獎 | 獲獎 |
| 2017 | MTV影視大獎            | 最佳電視劇演員獎                                   | 米莉·芭比·布朗 | 獲獎 |
| 2017 | MTV影視大獎            | 最佳英雄獎                                         | 米莉·芭比·布朗 | 提名 |
| 2017 | MTV影視大獎            | 最佳反派獎                                         | 魔王 | 提名 |
| 2017 | 英國影藝學院電視獎     | 最佳國際節目獎                                     | 最佳國際節目獎 | 提名 |
| 2017 | 皮博迪獎               | 娛樂類                                             | 娛樂類 | 提名 |
| 2017 | 黃金預告片獎           | 最佳奇幻冒險片獎（影集類電視廣告／預告／片花）     | 最佳奇幻冒險片獎（影集類電視廣告／預告／片花） | 獲獎 |
| 2017 | 黃金預告片獎           | 最佳音效剪輯獎（影集類電視廣告／預告／片花）       | 最佳音效剪輯獎（影集類電視廣告／預告／片花） | 提名 |
| 2017 | 土星獎                 | 最佳新媒體電視影集獎                               | 最佳新媒體電視影集獎 | 獲獎 |
| 2017 | 土星獎                 | 電視影集最佳女演員獎                               | 薇諾娜·瑞德 | 提名 |
| 2017 | 土星獎                 | 電視影集最佳年輕演員獎                             | 米莉·芭比·布朗 | 獲獎 |
| 2017 | 電視評論家協會獎       | 年度節目獎                                         | 年度節目獎 | 提名 |
| 2017 | 電視評論家協會獎       | 最佳戲劇類成就獎                                   | 最佳戲劇類成就獎 | 提名 |
| 2017 | 電視評論家協會獎       | 最佳新節目獎                                       | 最佳新節目獎 | 提名 |
| 2017 | 雨果獎                 | 最佳戲劇表現－長篇                                 | 杜夫兄弟（第一季） | 提名 |
| 2017 | 青少年選擇獎           | 電視選擇獎：科幻／奇幻類                           | 電視選擇獎：科幻／奇幻類 | 提名 |
| 2017 | 青少年選擇獎           | 電視選擇獎：表現突出節目                           | 電視選擇獎：表現突出節目 | 提名 |
| 2017 | 青少年選擇獎           | 電視選擇獎：表現突出明星                           | 米莉·芭比·布朗 | 提名 |
| 2017 | 青少年選擇獎           | 電視選擇獎：表現突出明星                           | 芬恩·伍法德 | 提名 |
| 2017 | Gold Derby電視獎       | 最佳劇情類影集獎                                   | 最佳劇情類影集獎 | 獲獎 |
| 2017 | Gold Derby電視獎       | 最佳劇情類影集男配角獎                             | 大衛·哈伯 | 提名 |
| 2017 | Gold Derby電視獎       | 最佳劇情類影集女配角獎                             | 米莉·芭比·布朗 | 提名 |
| 2017 | Gold Derby電視獎       | 最佳劇情類影集女配角獎                             | 薇諾娜·瑞德 | 提名 |
| 2017 | Gold Derby電視獎       | 最佳劇情類影集集數獎                               | 〈第7章：浴缸〉 | 提名 |
| 2017 | Gold Derby電視獎       | 最佳劇情類影集集數獎                               | 〈第8章：〉 | 提名 |
| 2017 | Gold Derby電視獎       | 年度表現突出獎                                     | 米莉·芭比·布朗 | 獲獎 |
| 2017 | Gold Derby電視獎       | 年度整體演出獎                                     | 年度整體演出獎 | 提名 |
| 2017 | 在線電影與電視協會獎   | 最佳劇情類影集獎                                   | 最佳劇情類影集獎 | 提名 |
| 2017 | 在線電影與電視協會獎   | 劇情類影集最佳男配角獎                             | 大衛·哈伯 | 提名 |
| 2017 | 在線電影與電視協會獎   | 劇情類影集最佳女配角獎                             | 米莉·芭比·布朗 | 提名 |
| 2017 | 在線電影與電視協會獎   | 劇情類影集最佳整體演出獎                           | 劇情類影集最佳整體演出獎 | 提名 |
| 2017 | 在線電影與電視協會獎   | 劇情類影集最佳導演獎                               | 劇情類影集最佳導演獎 | 提名 |
| 2017 | 在線電影與電視協會獎   | 劇情類影集最佳編劇獎                               | 劇情類影集最佳編劇獎 | 提名 |
| 2017 | 在線電影與電視協會獎   | 影集類最佳音樂獎                                   | 影集類最佳音樂獎 | 提名 |
| 2017 | 在線電影與電視協會獎   | 影集類最佳剪輯獎                                   | 影集類最佳剪輯獎 | 提名 |
| 2017 | 在線電影與電視協會獎   | 影集類最佳攝影獎                                   | 影集類最佳攝影獎 | 提名 |
| 2017 | 在線電影與電視協會獎   | 影集類最佳製作設計獎                               | 影集類最佳製作設計獎 | 提名 |
| 2017 | 在線電影與電視協會獎   | 影集類最佳服裝設計獎                               | 影集類最佳服裝設計獎 | 提名 |
| 2017 | 在線電影與電視協會獎   | 影集類最佳化妝／髮型獎                             | 影集類最佳化妝／髮型獎 | 提名 |
| 2017 | 在線電影與電視協會獎   | 影集類最佳音效獎                                   | 影集類最佳音效獎 | 提名 |
| 2017 | 在線電影與電視協會獎   | 影集類最佳視覺特效獎                               | 影集類最佳視覺特效獎 | 提名 |
| 2017 | 在線電影與電視協會獎   | 影集類最佳新主題曲獎                               | 影集類最佳新主題曲獎 | 提名 |
| 2017 | 在線電影與電視協會獎   | 最佳新片頭設計獎                                   | 最佳新片頭設計獎 | 提名 |
| 2017 | 黃金時段艾美獎         | 最佳劇情類影集獎                                   | 最佳劇情類影集獎 | 提名 |
| 2017 | 黃金時段艾美獎         | 最佳劇情類影集男配角獎                             | 大衛·哈伯 | 提名 |
| 2017 | 黃金時段艾美獎         | 最佳劇情類影集女配角獎                             | 米莉·芭比·布朗 | 提名 |
| 2017 | 黃金時段艾美獎         | 最佳劇情類影集客串女演員獎                         | 莎儂·波瑟 | 提名 |
| 2017 | 黃金時段艾美獎         | 最佳劇情類影集導演獎                               | 杜夫兄弟（〈〉） | 提名 |
| 2017 | 黃金時段艾美獎         | 最佳劇情類影集編劇獎                               | 杜夫兄弟（〈〉） | 提名 |
| 2017 | 黃金時段艾美獎         | 最佳時代敘事節目製作設計獎（一小時或以上）         | 克里斯·特魯希略、威廉·戴維斯、傑西·羅佑（〈〉） | 提名 |
| 2017 | 黃金時段艾美獎         | 最佳劇情類影集選角獎                               | 卡門·古巴、塔拉·菲爾史坦·班奈特、雀斯·帕瑞斯 | 獲獎 |
| 2017 | 黃金時段艾美獎         | 最佳單鏡影集攝影獎（一小時）                       | 蒂姆·艾伍士（〈第8章：〉） | 提名 |
| 2017 | 黃金時段艾美獎         | 最佳單鏡系列髮型設計獎                             | 〈第2章：楓樹街上的怪女孩〉 | 提名 |
| 2017 | 黃金時段艾美獎         | 最佳單鏡系列化妝獎（非義肢）                       | 〈第6章：怪物〉 | 提名 |
| 2017 | 黃金時段艾美獎         | 最佳片頭設計獎                                     | 最佳片頭設計獎 | 獲獎 |
| 2017 | 黃金時段艾美獎         | 最佳原創主題曲獎                                   | 麥可·史坦、凱爾·迪克森 | 獲獎 |
| 2017 | 黃金時段艾美獎         | 最佳音樂監督獎                                     | 諾拉·費爾德 | 提名 |
| 2017 | 黃金時段艾美獎         | 最佳劇情類影集單鏡影片剪輯獎                       | 迪恩·澤默曼（〈〉） | 獲獎 |
| 2017 | 黃金時段艾美獎         | 最佳劇情類影集單鏡影片剪輯獎                       | 凱文·D·羅斯（〈第7章：浴缸〉） | 提名 |
| 2017 | 黃金時段艾美獎         | 最佳喜劇及劇情類影集（一小時）音效混合獎           | 喬·巴內特、亞當·詹金斯、克里斯·杜菲、比爾·希格利（〈第8章：〉） | 提名 |
| 2017 | 黃金時段艾美獎         | 最佳影集音效剪輯獎                                 | 〈第8章：〉 | 獲獎 |
| 2017 | 黃金時段艾美獎         | 最佳有劇本節目互動媒體創意成就獎                   | 最佳有劇本節目互動媒體創意成就獎 | 提名 |
| 2017 | 美國電影學會獎         | 年度電視節目獎                                     | 年度電視節目獎 | 獲獎 |
| 2017 | IGN獎                  | 最佳電視集數獎                                     | 〈第9章：〉 | 提名 |
| 2017 | IGN獎                  | 最佳動作影集獎                                     | 最佳動作影集獎 | 獲獎 |
| 2017 | IGN獎                  | 最佳劇情類演出獎                                   | 米莉·芭比·布朗 | 提名 |
| 2017 | IGN獎                  | 最佳劇情類演出獎                                   | 蓋登·馬塔拉佐 | 提名 |
| 2017 | IGN人民選擇獎          | 最佳電視集數獎                                     | 〈第9章：〉 | 提名 |
| 2017 | IGN人民選擇獎          | 最佳動作影集獎                                     | 最佳動作影集獎 | 提名 |
| 2017 | IGN人民選擇獎          | 最佳劇情類演出獎                                   | 米莉·芭比·布朗 | 獲獎 |
| 2017 | IGN人民選擇獎          | 最佳劇情類演出獎                                   | 蓋登·馬塔拉佐 | 提名 |
| 2018 | 金球獎                 | 最佳電視影集獎－劇情類                             | 最佳電視影集獎－劇情類 | 提名 |
| 2018 | 金球獎                 | 最佳電視影集、有限劇集及電視電影男配角獎           | 大衛·哈伯 | 提名 |
| 2018 | 評論家選擇電視獎       | 最佳劇情類影集獎                                   | 最佳劇情類影集獎 | 提名 |
| 2018 | 評論家選擇電視獎       | 劇情類影集最佳男配角獎                             | 大衛·哈伯 | 獲獎 |
| 2018 | 有色人種促進協會形象獎 | 最佳青少年演員獎（影集、特輯、電視電影或有限劇集） | 迦勒·麥羅林 | 提名 |
| 2018 | 美國製片人協會獎       | 劇情類電視集數最佳製作人諾曼·費爾頓獎              | 全體製作人 | 提名 |
| 2018 | 美國演員工會獎         | 最佳劇情類影集男演員獎                             | 大衛·哈伯 | 提名 |
| 2018 | 美國演員工會獎         | 最佳劇情類影集女演員獎                             | 米莉·芭比·布朗 | 提名 |
| 2018 | 美國演員工會獎         | 最佳劇情類影集整體演出獎                           | 肖恩·艾斯汀、米莉·芭比·布朗、卡拉·布歐諾、喬·克里斯特、凱瑟琳·科廷、娜塔麗雅·戴爾、大衛·哈伯、查理·希頓、喬·奇瑞、蓋登·馬塔拉佐、迦勒·麥羅林、戴克·蒙哥馬利、保羅·萊瑟、薇諾娜·瑞德、諾亞·施納普、莎蒂·辛克、芬恩·伍法德 | 提名 |
| 2018 | 美國電影剪輯艾迪獎     | 最佳非商業電視劇情類影集剪輯獎                     | 凱文·D·羅斯（〈第9章：〉） | 提名 |
| 2018 | 藝術指導工會獎         | 最佳製作設計獎－一小時時代或奇幻單鏡影集           | 克里斯·特魯希略 | 提名 |
| 2018 | 美國導演工會獎         | 劇情類影集最佳導演成就獎                           | 杜夫兄弟（〈第9章：〉） | 提名 |
| 2018 | 美國編劇工會獎         | 最佳劇情類影集獎－電視類                           | 全體編劇群 | 提名 |
| 2018 | 服裝設計師工會獎       | 時代電視劇卓越獎                                   | 金姆·威爾考克斯 | 提名 |
| 2018 | 衛星獎                 | 最佳體裁影集獎                                     | 最佳體裁影集獎 | 提名 |
| 2018 | 視覺效果協會獎         | 最佳真人集數視覺效果獎                             | 保羅·葛拉夫、克莉絲蒂娜·葛拉夫、塞斯·希爾、喬爾·塞維拉、凱斯人（〈第9章：〉） | 提名 |
| 2018 | 金捲軸獎               | 最佳音效剪輯成就獎－集數短片－音樂／歌舞           | 〈第8章：奪心魔〉 | 獲獎 |
| 2018 | 金捲軸獎               | 最佳音效剪輯成就獎－集數短片－配音／代配           | 〈第8章：奪心魔〉 | 提名 |
| 2018 | 金捲軸獎               | 最佳音效剪輯成就獎－集數短片－聲效／擬音           | 〈第8章：奪心魔〉 | 提名 |
| 2018 | Cine Awards            | 最佳劇情類影集男配角獎                             | 諾亞·施納普 | 提名 |
| 2018 | Cine Awards            | 最佳劇情類影集客串演出獎                           | 肖恩·艾斯汀 | 提名 |
| 2018 | 影音協會獎             | 最佳電視影集音效混合成就獎－一小時                 | 邁克爾·P·克拉克、喬·巴內特、亞當·詹金斯、比爾·希格利、安東尼·澤勒（〈第8章：奪心魔〉） | 提名 |
| 2018 | 兒童選擇獎             | 最喜愛電視節目獎－兒童節目                         | 最喜愛電視節目獎－兒童節目 | 獲獎 |
| 2018 | 兒童選擇獎             | 最喜愛電視女演員獎                                 | 米莉·芭比·布朗 | 獲獎 |
| 2018 | 帝國雜誌獎             | 最佳影集獎                                         | 最佳影集獎 | 提名 |
| 2018 | 帝國雜誌獎             | 電視影集最佳女演員獎                               | 米莉·芭比·布朗 | 提名 |
| 2018 | MTV影視大獎            | 最佳電視劇獎                                       | 最佳電視劇獎 | 獲獎 |
| 2018 | MTV影視大獎            | 最佳電視劇表演獎                                   | 米莉·芭比·布朗 | 獲獎 |
| 2018 | MTV影視大獎            | 最佳接吻獎                                         | 米莉·芭比·布朗 ＆ 芬恩·伍法德 | 提名 |
| 2018 | MTV影視大獎            | 最佳驚悚表演獎                                     | 諾亞·施納普 | 獲獎 |
| 2018 | MTV影視大獎            | 最佳銀幕團隊獎                                     | 蓋登·馬塔拉佐、芬恩·伍法德、迦勒·麥羅林、諾亞·施納普、莎蒂·辛克 | 提名 |
| 2018 | MTV影視大獎            | 最佳音樂時刻                                       | 邁克和11號隨著《Every Breath You Take》的旋律跳舞 | 獲獎 |
| 2018 | MTV影視大獎            | 最搶鏡演員                                         | 戴克·蒙哥馬利 | 獲獎 |
| 2018 | 土星獎                 | 最佳新媒體電視影集獎                               | 最佳新媒體電視影集獎 | 待定 |
| 2018 | 土星獎                 | 電視影集最佳年輕演員獎                             | 米莉·芭比·布朗 | 待定 |

備註：
1. ↑  未公布入圍之製作人名單

## 外部連結
- 在Netflix上觀看《怪奇物語》
- 互联网电影数据库（IMDb）上《怪奇物語》的资料（英文）
- 爛番茄上《怪奇物語》的資料（英文）
- 豆瓣电影上《怪奇物語》的資料 （简体中文）
- 怪奇物語的Facebook專頁
- 怪奇物語的X（前Twitter）
- 怪奇物語 在电视指南